# 相模野基線

相模野基線の三角点配置

相模野基線（さがみのきせん）は、神奈川県北東部に設定された、日本の三角測量の基点となる直線（基線）の一つである。
北端を高座郡下溝村（現・相模原市南区麻溝台四丁目）の下溝村三角点、南端を高座郡座間入谷村（現・座間市ひばりが丘一丁目）の座間村三角点とし、両地点を結ぶ直線が相模野基線である。明治15年（1882年）、陸軍参謀本部測量課（後の陸軍陸地測量部。現・国土交通省国土地理院）が定めた。明治15年（1882年）9月から10月にかけて両地点間の測量が行われ、基線の全長が5209.9697メートルと算出された。
相模野基線を基点として日本全国の三角点網が作られることになるが、それは以下の手順で行われた。
- 相模野基線を底辺として、相模野基線の西の鳶尾山三角点（厚木市棚沢 鳶尾山頂）と、東の長津田村三角点（横浜市緑区長津田町 高尾山頂）の相対的な位置を三角測量により求める。
- 鳶尾山三角点と長津田村三角点を結ぶ線を底辺として、北の連光寺村三角点（東京都多摩市連光寺 天王森公園内）と南の浅間山三角点（平塚市 高麗山公園内）の相対的な位置を三角測量により求める。
- 連光寺村三角点と浅間山三角点を結ぶ線を底辺として、西の丹沢山（神奈川県）と東の鹿野山（千葉県）の相対的な位置を三角測量により求める。
- 丹沢山と鹿野山を結ぶ線を底辺として、日本経緯度原点（東京都港区麻布台）の相対的な位置を三角測量により求める。日本経緯度原点の経緯度はすでにわかっているので、これにより丹沢山・鹿野山の経緯度が確定することになる。

日本経緯度原点・丹沢山・鹿野山を結ぶ三角形の各辺を基点として、日本全国に一等三角点網が形成された。
2010年に「日本近代測量の発祥地」として、土木学会選奨土木遺産に選ばれる。
- 北端点:一等三角点「下溝村」
北緯35度31分52.54秒 東経139度24分23.03秒 / 北緯35.5312611度 東経139.4063972度
- 南端点:一等三角点「座間村」
北緯35度29分24.7秒 東経139度26分3.35秒 / 北緯35.490194度 東経139.4342639度
- 基線中間点:四等三角点「基線中間点」/神奈川県座間市相模が丘
北緯35度30分38.76秒 東経139度25分13.15秒 / 北緯35.5107667度 東経139.4203194度座標: 北緯35度30分38.76秒 東経139度25分13.15秒 / 北緯35.5107667度 東経139.4203194度
- 高尾山:一等三角点「長津田村」
北緯35度30分43.3秒 東経139度29分0.9秒 / 北緯35.512028度 東経139.483583度
- 鳶尾山:一等三角点「鳶尾山」
北緯35度30分16.1891秒 東経139度19分29.4486秒 / 北緯35.504496972度 東経139.324846833度
- 連光寺:一等三角点「連光寺村」
北緯35度37分50.72秒 東経139度27分54.12秒 / 北緯35.6307556度 東経139.4650333度
- 高麗山:一等三角点「浅間山」
北緯35度19分19.6585秒 東経139度18分44.4317秒 / 北緯35.322127361度 東経139.312342139度
- 丹沢山:一等三角点「丹沢山」
北緯35度28分27.4552秒 東経139度09分45.6477秒 / 北緯35.474293111度 東経139.162679917度
- 鹿野山:一等三角点「鹿野山」
北緯35度15分17.9339秒 東経139度57分20.6463秒 / 北緯35.254981639度 東経139.955735083度
- 日本経緯度原点:一等三角点「東京（大正）」
北緯35度39分29.1572秒 東経139度44分28.8869秒 / 北緯35.658099222度 東経139.741357472度